# Zelené hnutí (Izrael)
Zelené hnutí (hebrejsky: התנועה הירוקה‎, ha-Tnu'a ha-jeruka) je izraelské politické hnutí prosazující zelenou politiku. Bylo založeno občanskými aktivisty, členy místních zastupitelstev, akademickými pracovníky a vědci, kteří sdílejí názor, že sociálně-environmentalistický program patří i na centrální úroveň izraelské politiky. Vzniklo v roce 2008, současnými spolupředsedy jsou Eran Ben-Yemini a Alon Tal.

## Historie
Strana byla založena na konci roku 2008 jako zelená strana západního typu, jejímž cílem je zařadit do každodenního života Izraele prvky zelené politiky. V roce 2009 vytvořila společnou kandidátku se stranou Meimad s cílem uspět v nadcházejících parlamentních volbách. Do parlamentu sice koalice nepronikla, stala se však nejsilnější mimoparlamentní stranou.

## Agenda pro změnu
Zelené hnutí-Meimad usiluje o zvýšení kvality života v Izraeli, čehož lze dosáhnout mj. těmito kroky:
- Snížení znečištění ovzduší o 50 % během následujících čtyř let. Toho má být dosaženo přísnějšími normami, zvýšením účinnosti zařízení spotřebovávajících energie a státem řízenou technickou pomocí průmyslovým podnikům.

- Posílení židovské národní identity ne formou zákonů, ale prostřednictvím vzdělávání občanů na všech úrovních. Zvláštní pozornost strana klade na začlenění ultraortodoxních skupin do života společnosti.

- Strana shledává současný každoroční nárůst spotřeby energie o 6 % jako neudržitelný. K jejím cílům v této oblasti patří snížení spotřeby o 25 %, navýšení podílu obnovitelných zdrojů na výrobě energií a zastavení plánu na výstavbu uhelné elektrárny Rutenberg v Aškelonu.

- Považuje za nedostatečné, že z rozpočtu izraelského ministerstva dopravy je pro účely veřejné dopravy určeno pouhých 15 % finančních prostředků. Požaduje navýšení tohoto čísla na 50 %, což mj. umožní dostavbu sítě železniční dopravy.

- Usiluje o vyhlášení více než 50 přírodních rezervací, jejichž vznik byl ohlášen již v roce 1982, ale kvůli odporu místních samospráv nebyl proces dotažen do konce.

- Strana má v plánu zásadním způsobem snížit chudobu v Izraeli formou vzdělávacích programů.

- Zelené hnutí přijímá plán na řešení arabsko-izraelského konfliktu na základě plánu "dva státy pro dva národy". Požaduje právní záruky pro bezpečnost Izraele a její experti vypracovali detailní návrh na přeshraniční spolupráci při ochraně přírody s cílem přetvořit Blízký východ na oblast udržitelného rozvoje.